# Henryk Janko
Henryk Stefan Janko (ur. 2 września 1807 w Krościenku Wyżnym, zm. 10 grudnia 1887 w Hoszanach) – żołnierz powstania listopadowego, kawaler orderu Virtuti Militari, uczestnik Wiosny Ludów w Wiedniu, uczestnik powstania styczniowego, więzień stanu, działacz społeczny, radykalny polityk demokratyczny, poseł na sejm konstytucyjny i na Sejm Krajowy Galicji, właściciel dóbr Hoszany w powiecie Rudki.

## Rodzina

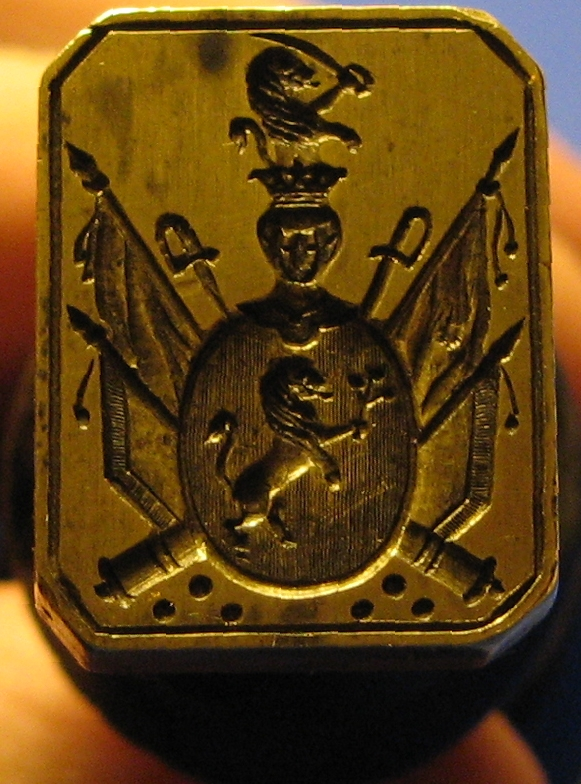
Pieczęć z herbem rodziny Janków

Rodzice Jan Janko (1767-1839), węgierski szlachcic, lekarz i Maria z Sierakowskich. Jan jako lekarz wojskowy brał udział w wojnie austriacko-tureckiej i ponoć jako pierwszy opatrzył rannego księcia Józefa Poniatowskiego podczas oblężenia twierdzy Šabac w 1788 r. Przybył na teren Galicji i tu się osiedlił. Był lekarzem na dworze Józefa hr. Jabłonowskiego (h. Grzymała) w Krościenku Wyżnym. Swą późniejszą żonę poznał w pałacu w Trzcinicy, gdzie Maria Sierakowska po osieroceniu, przebywała pod opieką swej krewnej księżnej Anny z Siemieńskich Jabłonowskiej. Dzierżawił potem majątek w Dubaniowicach, by na koniec nabyć Hoszany w powiecie rudeckim, część należącego do Jabłonowskich klucza lubieńskiego.

Henryk przejął po rodzicach majątek Hoszany. W 1845 r. ożenił się z Marią Łępkowską z Czaszyna, córką Wincentego i Apolonii z Załęskich. Miał z nią syna Jana i córkę Marię, która poślubiła Bolesława Śmiałowskiego, właściciela majątku Stojańce. 

Nieistniejący dwór Janków w Hoszanach-stan z 1911 r.

Owdowiawszy wcześnie, już w 1848 r., Henryk ożenił się powtórnie w roku 1851 z młodszą siostrą zmarłej pierwszej żony, Katarzyną Łępkowską. Miał z nią troje dzieci: córkę Henrykę (1864–1944) i dwóch synów: Kazimierza i Stefana (1866–1919), który po ojcu przejął majątek Hoszany. Synom dał staranne wykształcenie – wszyscy ukończyli nauki uniwersyteckie.
Według danych z 1869 r. w gminie Hoszany było 169 domów mieszkalnych i 984 mieszkańców, a na obszarze dworskim, tj. w majątku Janków 11 domów mieszkalnych i 64 mieszkańców. Według Szematyzmów z 1881 r. 937 mieszkańców było wyznania greckokatolickiego, a 80 rzymskokatolickiego. Majątek Hoszany należący wówczas do Henryka Janki obejmował 498 morgów ziemi ornej, 132 morgi łąk i ogrodów, 12 morgów pastwisk i 350 morgów lasu. Do ludności wsi należało 1092 morgi ziemi ornej, 180 morgów łąk, 51 morgów pastwisk. We wsi znajdowała się cerkiew drewniana (parafia greckokatolicka, należąca do dekanatu komarnickiego, eparchii przemyskiej, z filiami w Dubaniowicach i Jatwięgach). We wsi była szkoła jednoklasowa, tartak i gorzelnia.

## Lata młodzieńcze
Henryk odbywał studia prawnicze na uniwersytecie Lwowskim. Przyjaźnił się m.in. z Ludwikiem Jabłonowskim i Wincentym Polem, o czym obaj wspominają w swoich pamiętnikach. Wspólnie m.in. założyli związek Czarnych braci. Pol nadał bohaterowi swej powieści romantycznej imię swojego przyjaciela Henryka.

## Rok 1831 – żołnierz w powstaniu listopadowym
Wieść o wybuchu powstania zastała go podczas przygotowania do egzaminów końcowych na studiach prawniczych. 12 lutego 1831 r. „konno i zbrojno” przekroczył granicę. Przez Zamość i Lublin dotarł do Warszawy, gdzie jako ochotnik zaciągnął się jako szeregowy żołnierz do pierwszego pułku strzelców pieszych w dywizji gen. Piotra Szembeka, ponieważ była ona przeznaczona na przednią straż armii narodowej. Będąc w Warszawie związany był szczególnie z kręgiem czasopisma „Nowa Polska” (gdzie poznał m.in. Maurycego Mochnackiego i Seweryna Goszczyńskiego, z którym łączyła go wieloletnia przyjaźń). 6 lutego 1831 r. wyruszył ze swym pułkiem na pole walki. Od 17 lutego brał udział w bitwach pod Dobrem, Okuniewem, Miłosną i Wawrem oraz o Olszynkę Grochowską. Po powrocie pułku do Warszawy, uzyskał zgodę na przedarcie się do korpusu gen. Józefa Dwernickiego, do którego dotarł pod Tyszowcami. Dostał przydział do baterii artylerii konnej dowodzonej przez księcia Józefa Puzynę, z którą brał udział w bitwach pod Poryckiem i Boremlem. Po przekroczeniu granicy z Galicją i złożeniu broni przez korpus Dwernickiego, przedarł się ponownie do Królestwa, przekraczając Wisłę pod Sandomierzem i dotarł do Warszawy. Tu został podoficerem czwartej baterii lekkokonnej pod dowództwem gen. Józefa Bema. 25 maja 1831 r. wziął udział w bitwie pod Ostrołęką, i słynnym ataku czwartej baterii artylerii lekkokonnej generała Józefa Bema, który pozwolił armii Skrzyneckiego na odwrót w kierunku Warszawy. W baterii Bema brał udział w obronie Warszawy 6-7 września 1831 r. Ludwik Grzymała Jabłonowski pisze w swych pamiętnikach, że podczas obrony Warszawy nawet ranny w nogę dalej kierował ogniem podległych sobie dział. Po upadku Warszawy wymaszerował z główną armią pod dowództwem gen. Macieja Rybińskiego i z nią przekroczył granice Prus, gdzie nastąpiło internowanie w Brodnicy. Za swą waleczność został awansowany do stopnia podporucznika i odznaczony krzyżem srebrnym orderu Virtuti Militari 14 września 1831 r. Do końca życia w sposób szczególny czcił pamięć powstania listopadowego. Jego wspomnienia z 1831 r. spisane w 1881 r. zostały zamieszczone w zbiorze pamiętników z powstania, opublikowanym we Lwowie w 1882 r. Po 1861 r., gdy Galicja cieszyła się autonomią, organizował co roku uroczyste patriotyczne obchody, które odbywały się w sali Rady Powiatowej w Rudkach, a potem w czytelni miejskiej.

## Lata 1832-1846 – konspiracje galicyjskie
Po upadku powstania listopadowego powrócił do rodzinnego majątku Hoszany w powiecie rudeckim. Był zaangażowany w działalność konspiracyjną. Wraz ze swoimi przyjaciółmi Ludwikiem Jabłonowskim i Wincentym Polem był jednym z założycieli Związku Dwudziestu Jeden, potem członkiem Węglarstwa Polskiego, a następnie Stowarzyszenia Ludu Polskiego.
Jego dwór w Hoszanach stał otworem dla patriotów, uchodźców, emisariuszy i spiskowców. Ukrywał u siebie zagrożonych konspiratorów. Gościli u niego m.in. Julian Ordon, Wincenty Pol, Seweryn Goszczyński, Kornel Ujejski, Franciszek Jan Smolka, Mikołaj Zyblikiewicz, Maurycy Mochnacki, Edward Dembowski i inni. To u Henryka Janki w Hoszanach, przed planowanym na 21/22 lutego 1846 r. wybuchem powstania, odbyło się 13 lutego 1846 r. ostatnie spotkanie galicyjskich przywódców spiskowych m.in. Edwarda Dembowskiego, Teofila Wiśniowskiego i Franciszka Wiesiołowskiego.

## Lata 1848-1849 – poseł do konstytuanty i uczestnik Wiosny Ludów
14 kwietnia 1848 r. wszedł w skład powołanej we Lwowie przez Franciszka Smolkę i Komitet Narodowy Centralnej Rady Narodowej.
Dołączył do najbardziej radykalnych właścicieli ziemskich, którzy nie czekając na oficjalne decyzje znieśłi powinności pańszczyźniane w swoich dobrach.
Został wybrany z okręgu Komarno posłem na Sejm Konstytucyjny, który obradował 10 lipca 1848 r. – 7 marca 1849 r. w Wiedniu i potem (od 22 listopada 1848 r.) w Kromieryżu.
Po skierowaniu wojska do tłumienia rewolucji, brał czynny udział w wypadkach Wiosny Ludów w Wiedniu, obsługując artylerię obywatelską na barykadach Wiednia w walkach przeciw wojskom feldmarszałka Alfreda Windischgrätza i gen. Josipa Jelačicia.

## Lata 1863-1865 – powstanie styczniowe i więzień stanu
Wraz z wybuchem powstania styczniowego był gotów spełnić swą powinność wobec ojczyzny. Ze względu na wiek nie brał już jednak czynnego udziału w walce, ale organizował pomoc dla powstania. Decyzją Rządu Narodowego został mianowany Naczelnikiem Obwodu Samborskiego. Wiosną 1864 r. po ogłoszeniu stanu oblężenia w Galicji, został aresztowany 15 marca 1864 r. i skazany na 2 lata więzienia. Więziony we Lwowie, a następnie jak inni więźniowie stanu, przewieziony 24 maja 1864 r. do Ołomuńca, uwolniony dopiero na skutek ogólnej amnestii 18 listopada 1865 r.

## Działalność społeczna i polityczna w ramach autonomii (1861-1887)
Henryk Janko oddany był pracy organicznej i pracy u podstaw Angażował się w działalność społeczną m.in. na polu oświaty ludowej – w Hoszanach założył szkołę, a w Rudkach bibliotekę i czytelnię. Działał aktywnie na rzecz podniesienia kultury rolnej i efektywności gospodarki rolnej. Już w 1861 r. został wybrany członkiem Rady Powiatowej w Rudkach, a także członkiem jej Wydziału. Pełnił wiele funkcji w różnych organizacjach m.in.:
- Prezes Oddziału Rudeńsko-Grodeckiego c.k.[21] Towarzystwa Gospodarskiego we Lwowie, także jego członek honorowy,
- Prezes Wydziału Okręgowego w Rudkach Galicyjskiego Towarzystwa Kredytowego Ziemskiego,
- Członek c.k. powiatowej komisji szacunkowej w Rudkach,
- Członek Komisji egzaminacyjnej dla szkół ludowych pospolitych i wydziałowych w Gródku (na powiaty rudecki i gródecki).

Henryk Janko był także posłem do Sejmu Krajowego Galicji kilku kadencji:
- I kadencji (1861 – 1867), wybrany w I kurii (wielkiej własności ziemskiej) z obwodu Sambor[22] (po aresztowaniu za udział w powstaniu styczniowym na jego miejsce wybrano w 1865 r. Edwarda Gniewosza)[23],
- III kadencji (1870 – 1876), wybrany w I kurii z obwodu Sambor[24] (na jego opróżniony mandat 29 października 1872 r. obrano Marcelego Madeyskiego),
- IV kadencji (1877 – 1882), wybrany w IV kurii (mniejszych miast i gmin wiejskich), z okręgu Rudki-Komarno,
- V kadencji (1882 – 1889), wybrany w IV kurii, z okręgu Rudki-Komarno (po śmierci 10 grudnia 1887 r., na jego miejsce 3 września 1888 r. wybrano Karola Lanckorońskiego).

Był przedstawicielem demokratycznej szlachty, przez całe życie zwolennikiem idei kościuszkowskiej wskrzeszenia Polski przez lud. Dowodem na szacunek jakim cieszył się wśród włościan było zdarzenie z 1864 r., kiedy, po aresztowaniu, chłopi zastąpili drogę eskortującym go żandarmom chcąc przemocą go uwolnić i dopiero na prośbę więźnia konwój przepuścili.

## Śmierć i pogrzeb
W 1887 r. w czasie sesji sejmowej, ulegając namowom młodzieży akademickiej we Lwowie do wzięcia udziału w obchodach rocznicy 29 listopada, wygłosił patriotyczne przemówienie, jednak w czasie obchodów przeziębił się i 10 grudnia 1887 r. zmarł.
W dniu pogrzebu odwołano posiedzenie sejmu. Pogrzeb Henryka Janko odbył się w jego rodzinnych Hoszanach 13 grudnia 1887 r. i zmienił się w olbrzymią manifestację narodową. Zgromadził wielkie rzesze ludności wiejskiej, miejskiej, obywateli ziemskich powiatu Rudeckiego i powiatów okolicznych, przedstawicieli sejmu krajowego z marszałkiem Janem hr. Tarnowskim, delegacje gmin Rudki, Sambor, Gródek, Rady powiatowej rudeckiej, Towarzystwa Pedagogicznego, Koła nauczycielskiego, Kasyna i Towarzystwa Zaliczkowego w Rudkach, Oddziału rudeńsko-gródeckiego Towarzystwa gospodarskiego, Rady m. Lwowa, Stowarzyszenia „Gwiazda”, Towarzystwa Gimnastycznego „Sokół” ze Lwowa, Galicyjskiego Towarzystwa Kredytowego Ziemskiego, komitetu obywatelskiego ze Lwowa, uczestników walk w 1831 r. i w 1863 r., Wydziału Krajowego, lwowskiego koła literackiego i wiele innych (w sumie ok. 60 wieńców). Kondukt pogrzebowy prowadzony przez liczne duchowieństwo łacińskie i greckokatolickie, przeszedł od dworu do greckokatolickiej cerkwi parafialnej pw. Przemienia Pańskiego. Po nabożeństwie greckokatolickim odprawiona została łacińska msza żałobna, po czym nastąpiło złożenie do grobu rodzinnego obok cerkwi.
Grób z obeliskiem znajduje się do dziś obok cerkwi w Hoszanach. Na tablicy na obelisku widnieje napis: „Henryk Janko, UR. W R. 1807 † W R. 1887., OFICER WOJSK POLSKICH 1831 R., niedościgniony wzór cnót obywatelskich i rodzinnych – kochał ojczyznę nad wszystko i służył jej wytrwale do końca życia. Osieroceni, idźmy w jego ślady”,
Dzień po pogrzebie pamięć Henryka Janko została uczczona przez Sejm Krajowy na posiedzeniu 14 grudnia 1887 r. Posiedzenie rozpoczął marszałek krajowy Jan hr. Tarnowski od krótkiego wspomnienia zmarłego, a posłowie uczcili jego pamięć przez powstanie.

## Stypendium im. Henryka Janki

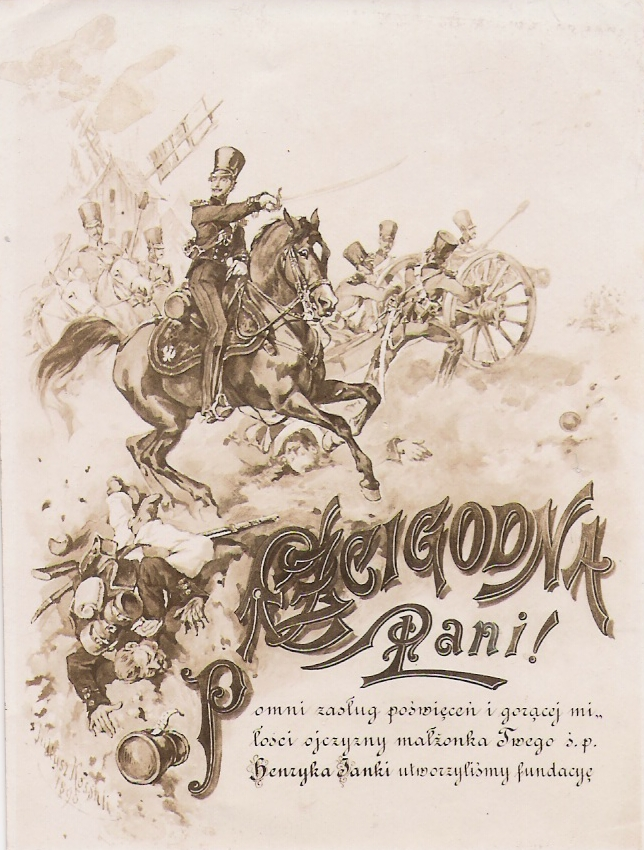
Fundacja im. H.Janki

Jako wyraz szacunku, dla upamiętnienia zasług zmarłego została utworzona przez Galicyjskie Towarzystwo Gospodarskie fundacja stypendialna im. Henryka Janki. Uchwałę taką podjął Oddział rudeńsko-grodecki 18 lipca 1888 r. i rozpoczęto zbieranie składek, a 19 stycznia 1889 r. walne zgromadzenie uchwaliło akt fundacji. Na posiedzeniu Rady ogólnej c.k. Galicyjskiego Towarzystwa Gospodarskiego w dn. 27 lutego 1889 r. powołanie fundacji zostało zatwierdzone przez Radę. Działalność fundacji oficjalnie rozpoczęła się 30 września 1892 r. Jej celem było wspieranie ubogiej i pilnej młodzieży polskiej uczącej się w średnich i wyższych szkołach rolniczych. Kuratorem fundacji została wdowa po Henryku, Katarzyna. Po I wojnie światowej fundacja przeszła pod opiekę miasta Lwowa.